# Ivan Lučić
Ivan (Jan) Lučić (italsky Giovanni Lucio, latinsky Joannes Lucius, září 1604, Trogir – 11. ledna 1679, Řím) byl chorvatsko-italský právník a historik původem z dalmatského Trogiru, tehdy součásti Benátské republiky.

## Život a činnost
Pocházel z rodu Lučićů (Luciů), jejichž přítomnost je doložena dokumenty ze 13. století na různých místech Dalmácie a jehož členové po staletí zasedali v trogirské šlechtického radě. Po prvních studiích v rodném městě studoval na univerzitě v Padově a v Římě, kde studoval literaturu. Roku 1620 získal právnický titul v Padově.
Po svém návratu do Trogiru se stal členem městské rady a zastával různé úřady. V roce 1643 byl radou společně s Domenico Andreisem vyslán do Benátek, aby podpořil privilegia šlechty proti nárokům občanů.

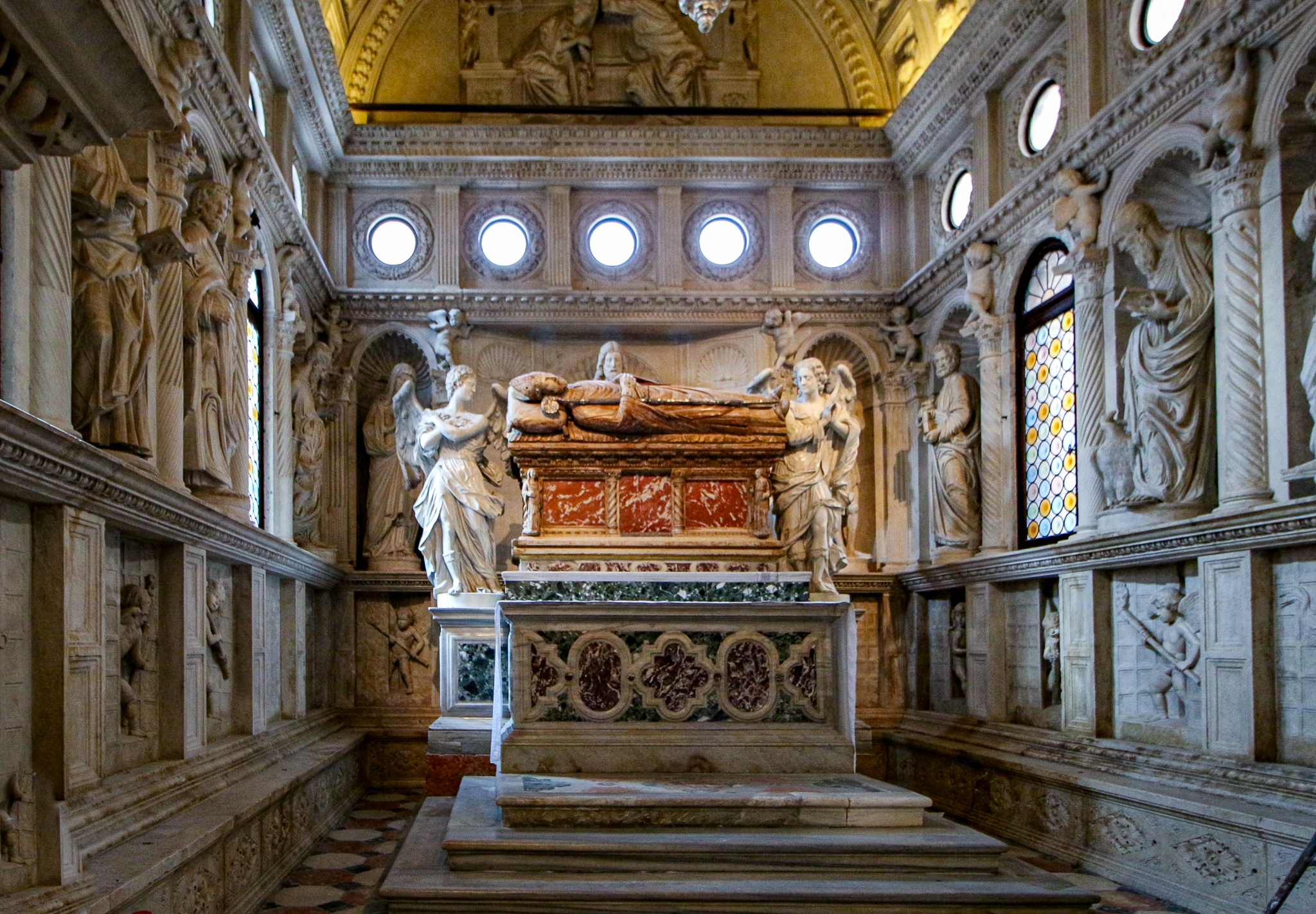
Tumba v kapli sv. Jana Trogirského v katedrále sv. Vavřince
V roce 1646 dohlížel na výstavbu opevnění proti Turkům. Shromáždil dokumenty z kanceláře stavitelské hutě trogirské katedrály a poté řídil stavbu nového oltáře a umístění nové archy v kapli, do níž byly uloženy ostatky sv. Jana Orsiniho, patrona města.
Jan Lučić z Trogiru zemřel v lednu roku 1679 v Římě a jeho tělo bylo pohřbeno v kostele sv. Jeronýma zvaného u Chorvatů.

### Spisy
Po vypuknutí Krétské války napsal své nejslavnější dílo „De Regno Dalmatiae et Croatiae“, které si pak stanovilo za cíl prokázat, že benátské území podél dalmatského pobřeží Jaderského moře představovalo království, které bylo mimo Kypr, Heraklion a ostatní levantské provincie a pevnina Benátkám propůčovaly královskou hodnost.
Hlavní zdroje jsou známy z jeho korespondence s historikem Da Pontem: Kronika Zadaru od Šimona Ljubavce (dílo bylo později ztraceno), geografie Palladia Fosca, Annales Cesara Baronia, Dějiny Jana Turockého, Království Slovanů Mavra Orbiniho, díla Marka Maruliće.
V roce 1651 sepsal úvodní část, obsahující popis Ilýrie a Dalmácie v různých historických období až do vrcholného středověku. Informace čerpal v archivech v Zadaru a Splitu a spolupracoval s dalšími historiky (Da Ponte a Ljubavac v Zadaru, Dominis v Rabu, Difnić v Šibeniku a Cindro ve Splitu).
V roce 1652 dokončil první knihu a část druhé, ale rozhodl se znovu vrátit do Říma, kde strávil dalších deset let studiem. Práci dokončil v roce 1662, dlouho však nemohl najít vydavatele, který by byl ochoten vytisknout tak rozsáhlé dílo. Nakonec se v Římě setkal s amsterdamským knihkupcem Corneliem Blaeuem, bratr slavného kartografa Jana Blaeua, jenž spis vydal v roce 1666. Lucić byl mezitím učitelem jehou dvou vnoučat.
Na základě svých bádání Lucić později sepsal Memoriae istoriche di Traguriio, ora detto Trau (publikováno v Benátkách roku 1673), a knihu o latinských spisech Dalmácie (Iscriptiones dalmaticae) a také nové stanovy města Trogiru.